# Sent Eutròpe de la Landa
|  | Per a altres significats, vegeu «Saint-Eutrope-de-Born». |

Sent Eutròpe de la Landa és un municipi occitanòfon que forma un enclavament dins les llengües d'oïl, al departament del Charente (regió de la Nova Aquitània). L'any 2007 tenia 157 habitants.

## Demografia

### Població
El 2007 la població de fet de Sent Eutròpe era de 157 persones. Hi havia 64 famílies de les quals 20 eren unipersonals (20 dones vivint soles i 20 dones vivint soles), 24 parelles sense fills, 8 parelles amb fills i 12 famílies monoparentals amb fills.
La població ha evolucionat segons el següent gràfic:

### Habitatges
El 2007 hi havia 89 habitatges, 71 eren l'habitatge principal de la família, 9 eren segones residències i 9 estaven desocupats. 83 eren cases i 6 eren apartaments. Dels 71 habitatges principals, 55 estaven ocupats pels seus propietaris, 15 estaven llogats i ocupats pels llogaters i 2 estaven cedits a títol gratuït; 2 tenien dues cambres, 15 en tenien tres, 19 en tenien quatre i 36 en tenien cinc o més. 42 habitatges disposaven pel capbaix d'una plaça de pàrquing. A 36 habitatges hi havia un automòbil i a 28 n'hi havia dos o més.

### Piràmide de població
La piràmide de població per edats i sexe el 2009 era:
| Homes | Edats   | Dones |
| ----- | ------- | ----- |
| 0     | 95 o +  | 0     |
| 4     | 90 a 94 | 0     |
| 0     | 85 a 89 | 8     |
| 0     | 80 a 84 | 0     |
| 0     | 75 a 79 | 4     |
| 4     | 70 a 74 | 0     |
| 8     | 65 a 69 | 0     |
| 4     | 60 a 64 | 16    |
| 0     | 55 a 59 | 0     |
| 8     | 50 a 54 | 8     |
| 8     | 45 a 49 | 8     |
| 4     | 40 a 44 | 4     |
| 8     | 35 a 39 | 4     |
| 0     | 30 a 34 | 4     |
| 4     | 25 a 29 | 8     |
| 12    | 20 a 24 | 4     |
| 4     | 15 a 19 | 0     |
| 0     | 10 a 14 | 4     |
| 0     | 5 a 9   | 4     |
| 0     | 0 a 4   | 4     |

## Economia
El 2007 la població en edat de treballar era de 95 persones, 77 eren actives i 18 eren inactives. De les 77 persones actives 69 estaven ocupades (35 homes i 34 dones) i 8 estaven aturades (3 homes i 5 dones). De les 18 persones inactives 8 estaven jubilades, 3 estaven estudiant i 7 estaven classificades com a «altres inactius».

### Ingressos
El 2009 a Saint-Eutrope hi havia 79 unitats fiscals que integraven 166 persones, la mediana anual d'ingressos fiscals per persona era de 14.462 €.

### Activitats econòmiques
Dels 9 establiments que hi havia el 2007, 1 era d'una empresa de fabricació d'altres productes industrials, 4 d'empreses de construcció, 1 d'una empresa de comerç i reparació d'automòbils, 1 d'una empresa d'hostatgeria i restauració i 2 d'empreses de serveis.
Dels 5 establiments de servei als particulars que hi havia el 2009, 2 eren paletes, 1 fusteria, 1 electricista i 1 restaurant.
L'any 2000 a Saint-Eutrope hi havia 7 explotacions agrícoles.

## Poblacions properes
El següent diagrama mostra les poblacions més properes.